# پاسترووک
پاسترووک (به بلغاری: Pastrook) یک منطقهٔ مسکونی در بلغارستان است که در ایوالوفگراد واقع شده‌است.